# (17066) Ginagallant
(17066) Ginagallant (1999 GG18) – planetoida z pasa głównego asteroid okrążająca Słońce w ciągu 4,18 lat w średniej odległości 2,59 j.a. Odkryta 15 kwietnia 1999 roku.